# Liste der Bodendenkmäler in Engelskirchen
Die Liste der Bodendenkmäler in Engelskirchen enthält die denkmalgeschützten unterirdischen baulichen Anlagen, Reste oberirdischer baulicher Anlagen, Zeugnisse tierischen und pflanzlichen Lebens und paläontologischen Reste auf dem Gebiet der Gemeinde Engelskirchen im Oberbergischen Kreis in Nordrhein-Westfalen (Stand: August 2020). Diese Bodendenkmäler sind in Teil B der Denkmalliste der Gemeinde Engelskirchen eingetragen; Grundlage für die Aufnahme ist das Denkmalschutzgesetz Nordrhein-Westfalen (DSchG NRW).
| Bild           | Bezeichnung                                             | Lage                                     | Beschreibung | Bauzeit | Eingetragen seit | Denkmal- nummer |
| -------------- | ------------------------------------------------------- | ---------------------------------------- | ------------ | ------- | ---------------- | --------------- |
|                | Ringwall                                                | Stürzenberg Auf dem Rausberg             |              |         |                  |                 |
|                | Grube Fürstenberg                                       | Grünscheid Nordwestlich von Haus Alsbach |              |         |                  |                 |
|                | Geologischer Aufschluss                                 | Kaltenbach Südlich von Kaltenbach        |              |         |                  |                 |
|                | Schmelzstätte, Schlackehalde                            | Kaltenbach                               |              |         |                  |                 |
|                | Schmelzstätte, Schlackehalde, Pingenfeld                | Kaltenbach                               |              |         |                  |                 |
|                | Schmelzstätte, Pingenfeld                               | Kaltenbach                               |              |         |                  |                 |
|                | Schmelzstätte                                           | Kaltenbach Südöstlich von Kaltenbach     |              |         |                  |                 |
|                | Schmelzstätte                                           | Kaltenbach Nordwestlich von Schimmelhau  |              |         |                  |                 |
|                | Bodendenkmal Bergbaugebiet                              | Kaltenbach Schimmelhau                   |              |         |                  |                 |
|                | Teichanlagen, Erzwäsche, Meilerplätze, Verhüttungsplatz | Kaltenbach                               |              |         |                  |                 |
|                | Bergwerksfeld, Vereinigte Alter Stollenberg             | Kaltenbach                               |              |         |                  |                 |
| weitere Bilder | Bergbaugelände Loope, Bliesenbach                       | Loope Bliesenbach Karte                  |              |         |                  |                 |
| weitere Bilder | Bergbaugelände der ehemaligen Grube Silberkaule         | Loope Südöstlich von Loope Karte         |              |         |                  |                 |
|                | Schmelzstätten, Schlackehalden und Meilerplätze         | Loope Östlich von Loope                  |              |         |                  |                 |
| weitere Bilder | Grube Castor                                            | Loope Karte                              |              |         |                  |                 |
|                | Kleiner Borrberg, Ringabschnittswall                    | Oesinghausen Lambach                     |              |         |                  |                 |